# 8月のシンフォニー -渋谷2002〜2003
『8月のシンフォニー -渋谷2002～2003』は、2009年に公開された日本のアニメーション映画。実在のシンガーソングライターである川嶋あいの自伝『最後の言葉』を原作とする伝記映画である。俳優の演技を元に作画した、実写に近い感覚のアニメーション。

## ストーリー
高校生のアイは歌手を目指して一人で上京してきたのだが、なかなかデビュー出来ずにいた。彼女は夢を実現させるために渋谷でストリートミュージシャンとして活動し始める。

## 声の出演
- 福圓美里：アイ
- 高橋惠子：アイの母
- 高橋和也：秋葉亮介社長
- 山本學：老人
- 高木渉：石田武士
- 吉野裕行：瀬尾彰二
- 水島大宙：中井文人
- 安藤瞳：梅沢泉
- 船生光：原口真史
- 植田真介：木村明仁
- 黒崎照：田島涼子
- 中野弘子：由利先生
- 魚建：渋谷音楽ホール館長
- 荘司美代子：宇田川学院学院長
- 櫻井章喜：渋谷駅前交番警官
- 伊知地克敏：ホール担当者
- 塾一久：編集長
- 熊本野映：アイ（実写）
- 宮本侑芽
- 川嶋あい：友情出演

など

## スタッフ
- 監督・脚本：西澤昭男
- 演出：島津裕行、清水聡
- ゼネラルプロデューサー：村上匡宏
- 企画・WEBプロデューサー：西澤真佐栄
- アニメーション制作：ワオワールド
- 原作：川嶋あい『最後の言葉』
- キャラクターデザイン・総作画監督：柳野龍男
- 美術監督：工藤ただし
- 音楽監督：クリヤ・マコト
- 音響効果：倉橋静男
- 主題歌：川嶋あい『大丈夫だよ』
- CGディレクター：藤中修一
- アニメーション・ディレクター：村上匡宏、島津裕行、柳野龍男
- 絵コンテ：島津裕行、まついひとゆき、古谷渓一郎
- 音響演出：塩屋翼

## その他
- 当初はムービー・アイが配給を担当する予定だったが、公開直前になって自己破産したため、ゴー・シネマが配給を担当することになった。